# Église Saint-Pierre-Saint-Paul de Saint-Pierre-lès-Nemours
L'église Saint-Pierre-Saint-Paul est située à Saint-Pierre-lès-Nemours, en Seine-et-Marne.

## Description
L'édifice est inscrit aux monuments historiques depuis 1926.

## Galerie d'images

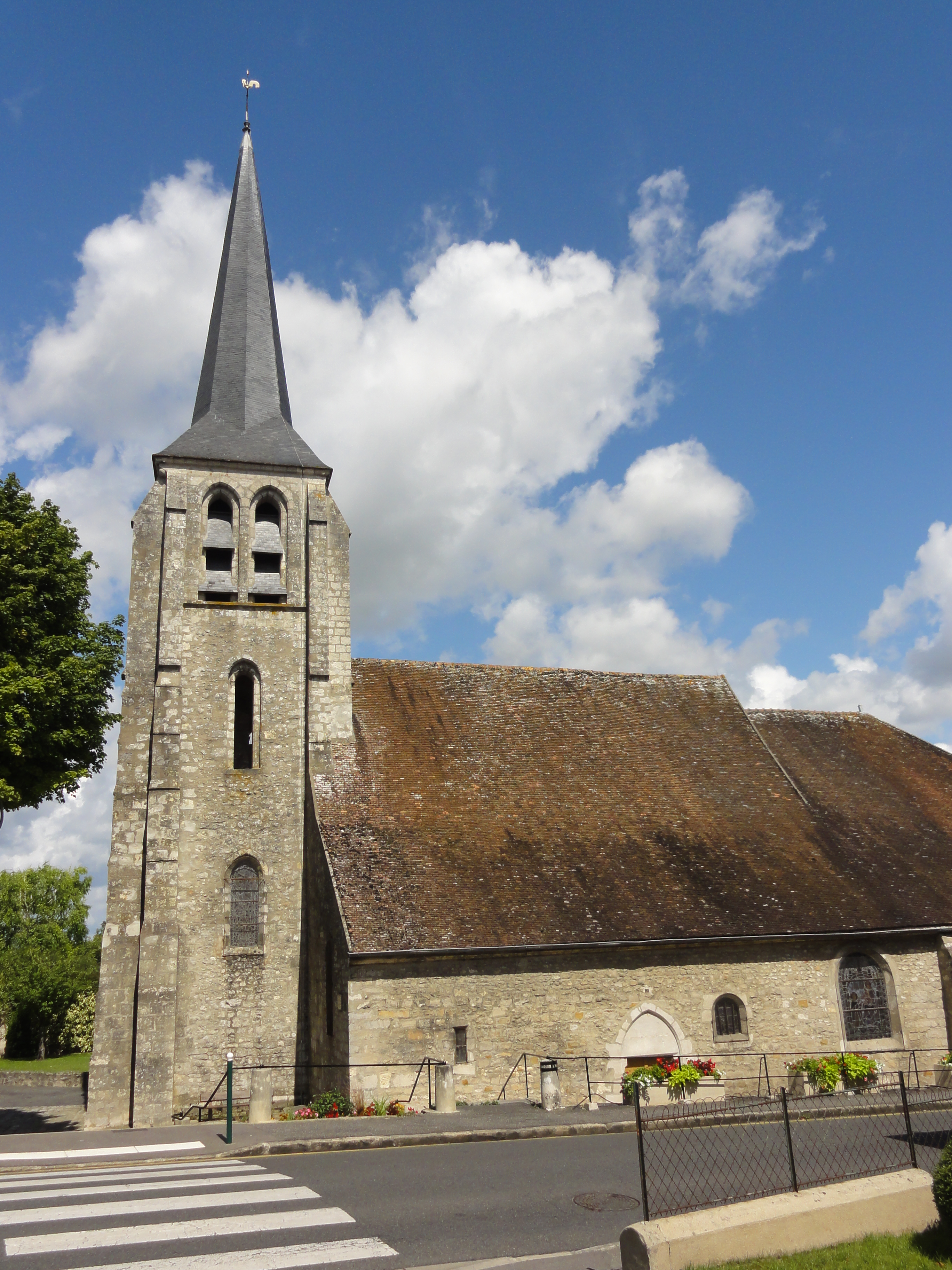
Vue depuis le sud
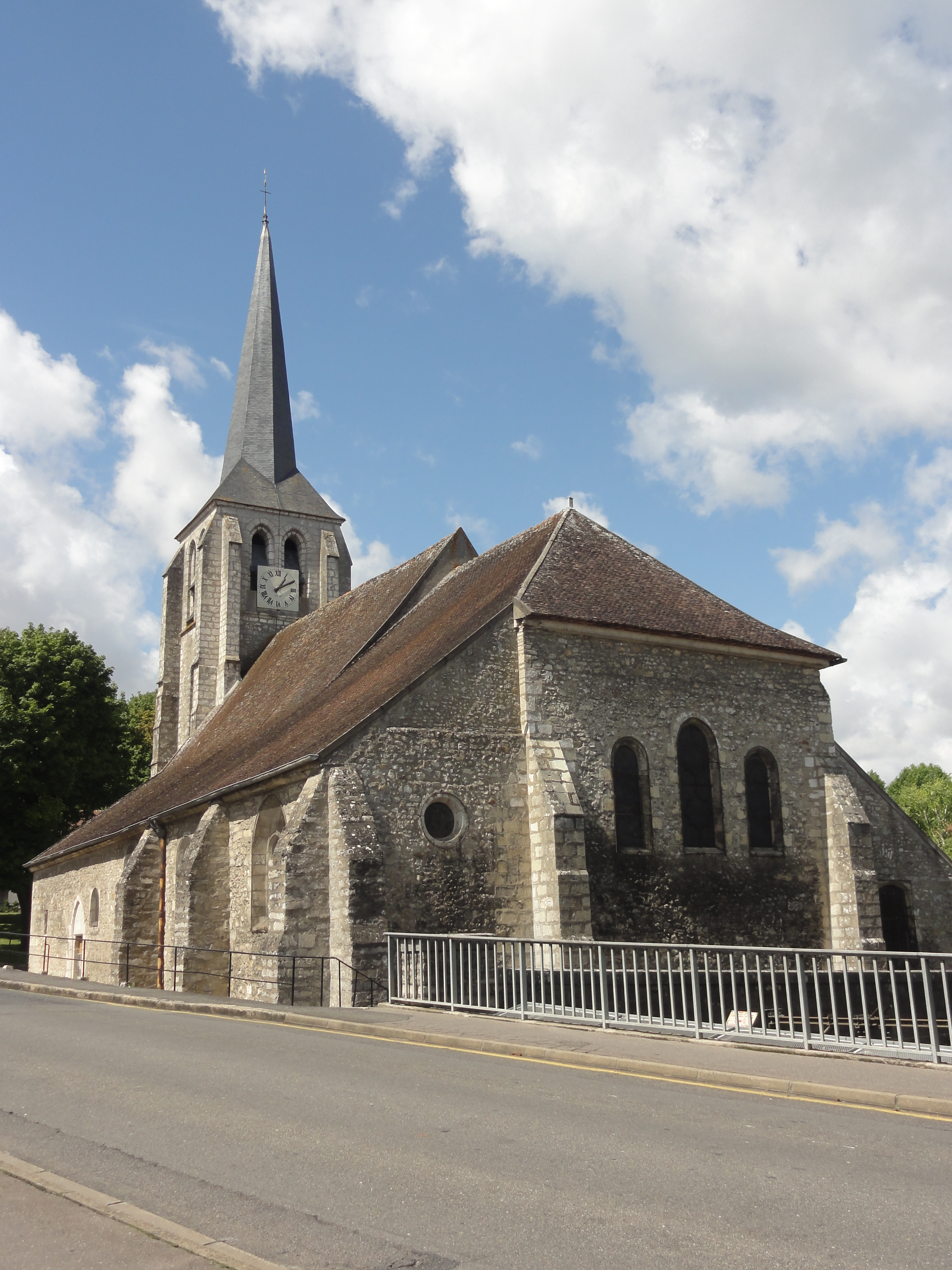
Vue depuis l'est